# Partney
Partney är en ort och civil parish i Storbritannien.   Den ligger i grevskapet Lincolnshire och riksdelen England, i den sydöstra delen av landet, 190 km norr om huvudstaden London. Partney ligger 24 meter över havet och antalet invånare är 232.
Terrängen runt Partney är platt. Runt Partney är det ganska tätbefolkat, med 75 invånare per kvadratkilometer. Närmaste större samhälle är Skegness, 16,1 km öster om Partney. Trakten runt Partney består till största delen av jordbruksmark.